# 張碩修
張碩修（1971年3月4日—），又稱Social或Sosio，生於台北市萬華區，是卡米地喜劇俱樂部Live Comedy Club Taipei的創辦人，也是其節目總監，長期擔任編劇、導演、製作。1990年代曾任台灣渥克劇團團長，並擔任編劇、導演、演員工作。 2007年成立卡米地喜劇俱樂部，開始在台灣系統性經營與推廣脫口秀與站立喜劇。
劇場類創作之外，張碩修從事電視編劇、小說、翻譯等創作，並於2014年以《百千萬傑－一個台灣商人的故事》獲得獲台灣文化部電視劇本創作獎佳作。

## 生平
台灣商人家庭出生，自少年時期便開始創作。1989年時期進入交通大學電子工程系就讀，同時期開始劇場、影片、小說的創作，並參與校內話劇社活動。當時劇場的主流是引用歐美劇本演出，但張碩修已經開始自創劇本的路線。

### 劇場時期
1993年時加入當時成立不久的台灣渥克劇團擔任演員。1995年於台北市公館參與開設台灣第一間咖啡劇場「台灣渥克咖啡劇場」，並在台北引發一波藝文表演與餐飲結合之風潮。1996年成為台灣渥克劇團團長，並逐步將重心轉為幕後製作、編劇與導演。
1998年擔任台北小劇場聯盟臨時總幹事，並擔任製作統籌第一次引入香港林奕華導演來台交流，主持了「愛的教育二年級一A片看得太多了」演出與工作坊及演出，並開啟了林奕華後續在台灣的發展。
1999年編導演《新千刀萬里追》，並於2001年受邀至香港藝術中心參加次世代劇場觀摩演出，使編導張碩修成為當時國內獲邀赴外，最年輕之劇場導演。。

### 卡米地時期
2007年以劇場時期夥伴為核心，合力於台北市開設卡米地喜劇俱樂部，成為台灣第一間專營現場喜劇的俱樂部，以綜藝、脫口秀（站立喜劇）、漫才、短劇、即興為主軸持續發展，擔任製作、編導與經營者的工作。
2010年開始彙整東西方理論，開辦脫口秀訓練營，連續四年的結業生分別成立站立幫、雙囍門、犀利客、好事派等團體。
除了現場喜劇外，也推出喜劇類劇場作品包括結合了音樂劇與脫口秀的《OZ綠野仙蹤》、音樂喜劇《肥皂醫院》、《逆襲17歲》、《殺人練習簿》（改編自《新千刀萬里追》）、《大獨裁者的電影夢》等作品。自2013年起，多次帶領團隊前往中國各地演出、錄影、交流與教學，其中以愛情喜劇《愛上癮.愛上你》之演出為最多次。
2020年，張碩修以合夥人邱威傑為主軸，推出《吐槽大會之呱吉無法擋》演出。

## 外部連結
- 卡米地官網：總監：張碩修Social 簡介 （页面存档备份，存于）